# Verrucaria fuscolurida
Verrucaria fuscolurida är en lavart som beskrevs av Edvard(Edward) August Vainio. Verrucaria fuscolurida ingår i släktet Verrucaria, och familjen Verrucariaceae. Arten är reproducerande i Sverige.